# Dave Ottley
David Charles Ottley, detto Dave (5 agosto 1955), è un ex giavellottista britannico.

## Palmarès
- Giochi olimpici

Los Angeles 1984: argento nel lancio del giavellotto.
- Giochi del Commonwealth

Edimburgo 1986: oro nel lancio del giavellotto.